# 大師橋駅
大師橋駅（だいしばしえき）は、神奈川県川崎市川崎区大師河原二丁目にある、京浜急行電鉄大師線の駅である。駅番号はKK25。
駅名は近隣で多摩川を渡る橋（大師橋）の名に由来している。

## 歴史
- 1944年（昭和19年）
  - 6月1日：東京急行電鉄（大東急）の産業道路駅（さんぎょうどうろえき）として開業。
  - 10月1日：当駅 - 入江崎駅間延伸開業。
- 1948年（昭和23年）6月1日：京浜急行電鉄の駅となる。
- 1968年（昭和43年）11月30日：駅舎新築[2]。
- 1990年（平成2年）頃：3番線を廃止、折返し列車消滅[2]。
- 2009年（平成21年）6月21日：大師線地下化工事に伴い、上下線ホームの位置を京急川崎寄りに60メートル移設[2]。
- 2019年（平成31年）3月3日：地下化[3][4]。これにより、川崎市では初の地下駅となった。
- 2020年（令和2年）3月14日：駅名を大師橋駅に改称し[1]、副駅名に旧駅名 産業道路が追加される[5][6]。
- 2023年（令和5年）12月23日：新駅舎の使用を開始[7]。

### 駅名について
開業時からの駅名である「産業道路」は、駅の東側で大師線と直交する産業道路（神奈川県道6号東京大師横浜線）に由来するが、地元からは駅名改称の要望が挙がっており、2010年の段階では、大師線の地下化に合わせて駅名を地元の町名である「大師河原」に改称する要望もあった。
2018年9月、京浜急行電鉄は当駅の駅名を変更することを正式に決め、小中学生を対象に新駅名の公募を実施。これを基に検討が行われた結果、2019年1月26日に新駅名が「大師橋駅」に決定し、2020年3月14日に駅名改称が行われた。

## 駅構造
相対式ホーム2面2線を有する地下駅。両ホームとも地上との間はエスカレーター・階段及び小島新田寄りにあるエレベーターで結ばれている。上りホームには待合室が設けられている。当駅以西の地下化に備え、東門前方の地上への勾配は暫定構造となっている。
地上駅時代も相対式ホーム2面2線を有し、ホームはほぼ東西に延びており、小島新田方に構内踏切を有していた。かつては列車の折り返し設備として、上り方の線路側に3番線（留置線）があり、1980年頃まではこれを使用して、川崎競馬開催日に京急川崎から当駅止まり及び小島新田行の列車が交互に運転されていた。
また、地下化までは駅東側で道幅の広い産業道路（片側3車線ずつ、計6車線）と交差する長い踏切（産業道路第1踏切）が存在していた。

### のりば
| 番線 | 路線   | 方向 | 行先         |
| ---- | ------ | ---- | ------------ |
| 1    | 大師線 | 下り | 小島新田方面 |
| 2    | 大師線 | 上り | 京急川崎方面 |

## 利用状況
2024年度の1日平均乗降人員は10,557人で、京急線全72駅中56位。
利用者は1990年代後半には減少傾向にあったが、2000年代に入ると横ばい、2010年代には増加傾向となっている。その中で定期外利用者数は増加しており、1990年代に7割を超えていた定期利用者の比率は2004年に65.6%まで低下している。
近年の1日平均乗降・乗車人員推移は下表の通り。なお、川崎市統計書と神奈川県県勢要覧の数値が多少異なっていることに留意されたい。
| 年度               | 1日平均 乗降人員 | 1日平均 乗車人員 | 出典    |
| ------------------ | ---------------- | ---------------- | ------- |
| 1995年（平成07年） |                  | 4,813            |         |
| 1996年（平成08年） |                  | 4,646            |         |
| 1997年（平成09年） |                  | 4,544            |         |
| 1998年（平成10年） |                  | 4,385            |         |
| 1999年（平成11年） |                  | 4,269            |         |
| 2000年（平成12年） |                  | 4,262            |         |
| 2001年（平成13年） |                  | 4,405            |         |
| 2002年（平成14年） | 8,717            | 4,433            |         |
| 2003年（平成15年） | 8,635            | 4,330            |         |
| 2004年（平成16年） | 8,559            | 4,295            |         |
| 2005年（平成17年） | 8,569            | 4,366            |         |
| 2006年（平成18年） | 8,816            | 4,475            |         |
| 2007年（平成19年） | 9,040            | 4,629            |         |
| 2008年（平成20年） | 9,505            | 4,791            |         |
| 2009年（平成21年） | 9,277            | 4,705            |         |
| 2010年（平成22年） | 9,159            | 4,657            |         |
| 2011年（平成23年） | 8,997            | 4,495            | [ 14 ]  |
| 2012年（平成24年） | 8,795            | 4,485            |         |
| 2013年（平成25年） | 8,747            | 4,309            |         |
| 2014年（平成26年） | 8,883            | 4,427            | [ * 1 ] |
| 2015年（平成27年） | 9,187            | 4,566            | [ * 1 ] |
| 2016年（平成28年） | 10,100           | 5,006            | [ * 2 ] |
| 2017年（平成29年） | 10,523           | 5,203            | [ * 3 ] |
| 2018年（平成30年） | 10,842           | 5,374            | [ * 3 ] |
| 2019年（令和元年） | 10,803           | 5,368            | [ * 4 ] |
| 2020年（令和02年） | 8,445            |                  |         |
| 2021年（令和03年） | 8,910            |                  |         |
| 2022年（令和04年） | 9,656            |                  |         |
| 2023年（令和05年） | 10,239           |                  |         |
| 2024年（令和06年） | 10,557           |                  |         |

## 駅周辺
周辺は住宅地となっている他、工場も多い。駅の北側を国道409号（大師通り）が東西に、東側を産業道路および首都高速横羽線が通過し、北方に大師出入口・大師JCTが立地する。
- 川崎市立大師中学校
- 川崎市立殿町小学校
- 学校法人ふたば学園川崎ふたば幼稚園
- マルエツ 出来野店
- ラウンドワン 川崎大師店
- 川崎大師海岸郵便局
- 川崎昭和郵便局

国道409号の北側には多摩川が東西に流れ、産業道路は川を大師橋（駅名の由来）で、並行する首都高速は高速大師橋で越える。大師橋の北詰（東京都大田区）を進むと、当駅から約2キロメートルで京急空港線大鳥居駅に至る（地下化された同駅の上に環八通りと産業道路の交点（大鳥居交差点）がある）。

## バス路線

### 大師橋駅前
駅前のバスターミナルに川崎鶴見臨港バスが運行する路線が乗り入れている。駅名改称に合わせ2020年（令和2年）3月14日に停留所名が「産業道路駅前」から「大師橋駅前」に変更された。
- <大01> 浮島バスターミナル行き（殿町経由）
- <快速> 浮島バスターミナル行き
- <大02> ENEOS株式会社浮島前行き
- <大109・空84> 
  - <大109>天空橋駅行き（朝夕のみ）[16]
  - <空84>羽田空港第3ターミナル行き（日中のみ・京浜急行バス羽田営業所との共管）

### 江川一丁目・大師橋駅入口
当駅周辺の国道409号上にあるバス停で、特記以外は全て川崎鶴見臨港バスによる運行。停留所名はアクアライン高速バスのみ「大師橋駅入口」、それ以外はすべて「江川一丁目」である。
- 東行のりば
  - <川01> 殿町行き
  - <川03・快速> 浮島バスターミナル行き ※快速は一部停留所を通過。
  - <急行・快速> 浮島橋行き
  - <大02> ENEOS株式会社浮島前行き
  - <高速> 横浜駅東口行き ※京浜急行バス・川崎鶴見臨港バスによる共同運行。
  - <高速> 木更津駅東口行き ※川崎鶴見臨港バス・小湊鉄道・日東交通による共同運行。
- 西行のりば
  - <川01・快速> 川崎駅行き（大師・久根崎経由） ※快速は一部停留所を通過。
  - <川03> 川崎駅行き・塩浜二丁目行き（四谷下町経由）
  - <急行> 川崎駅行き
  - <急行・快速・大02> 大師橋駅前行き
  - <高速> （降車専用）

## ギャラリー

### 地下化前

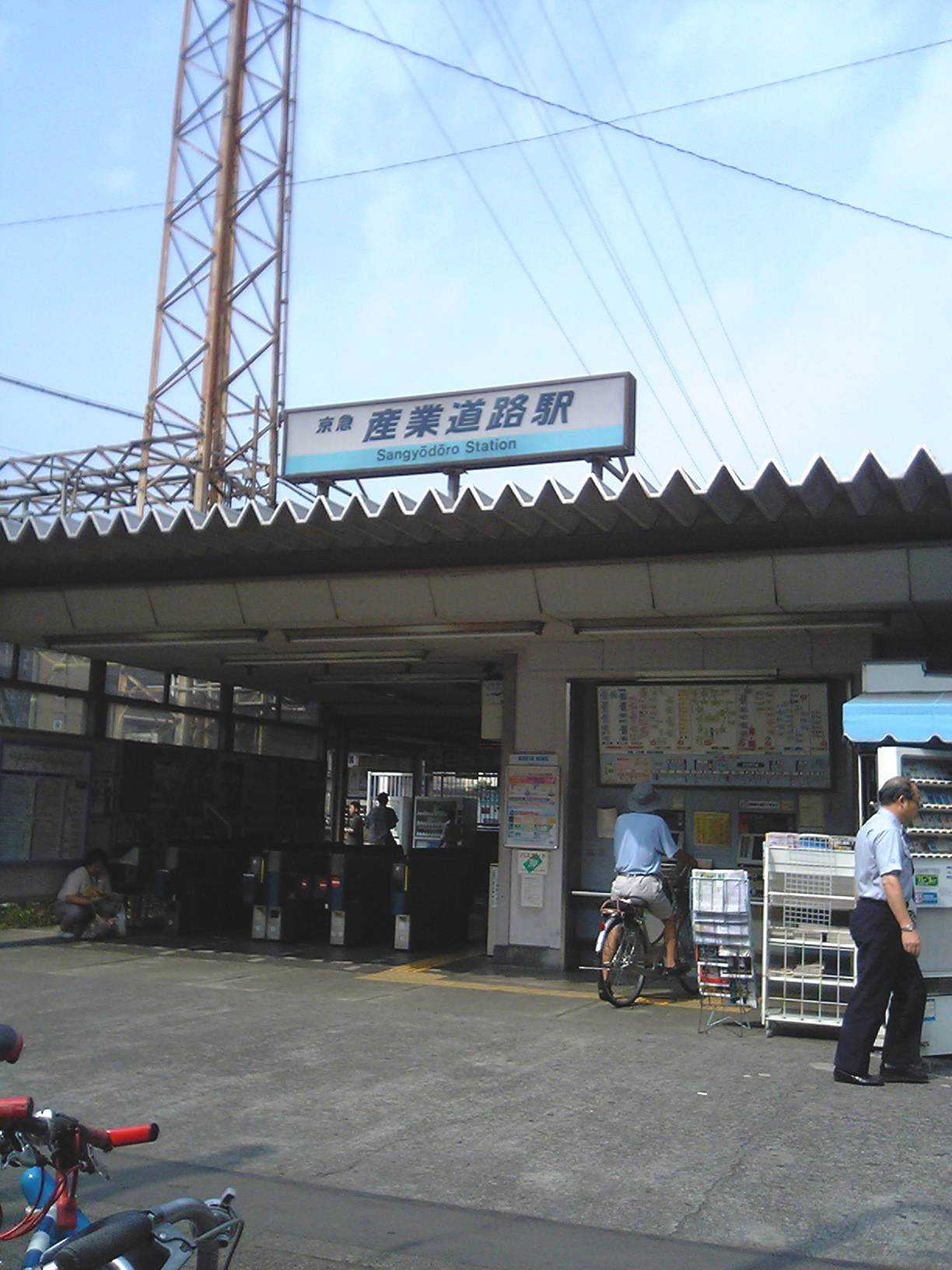
地下化工事前の駅舎（2005年8月）
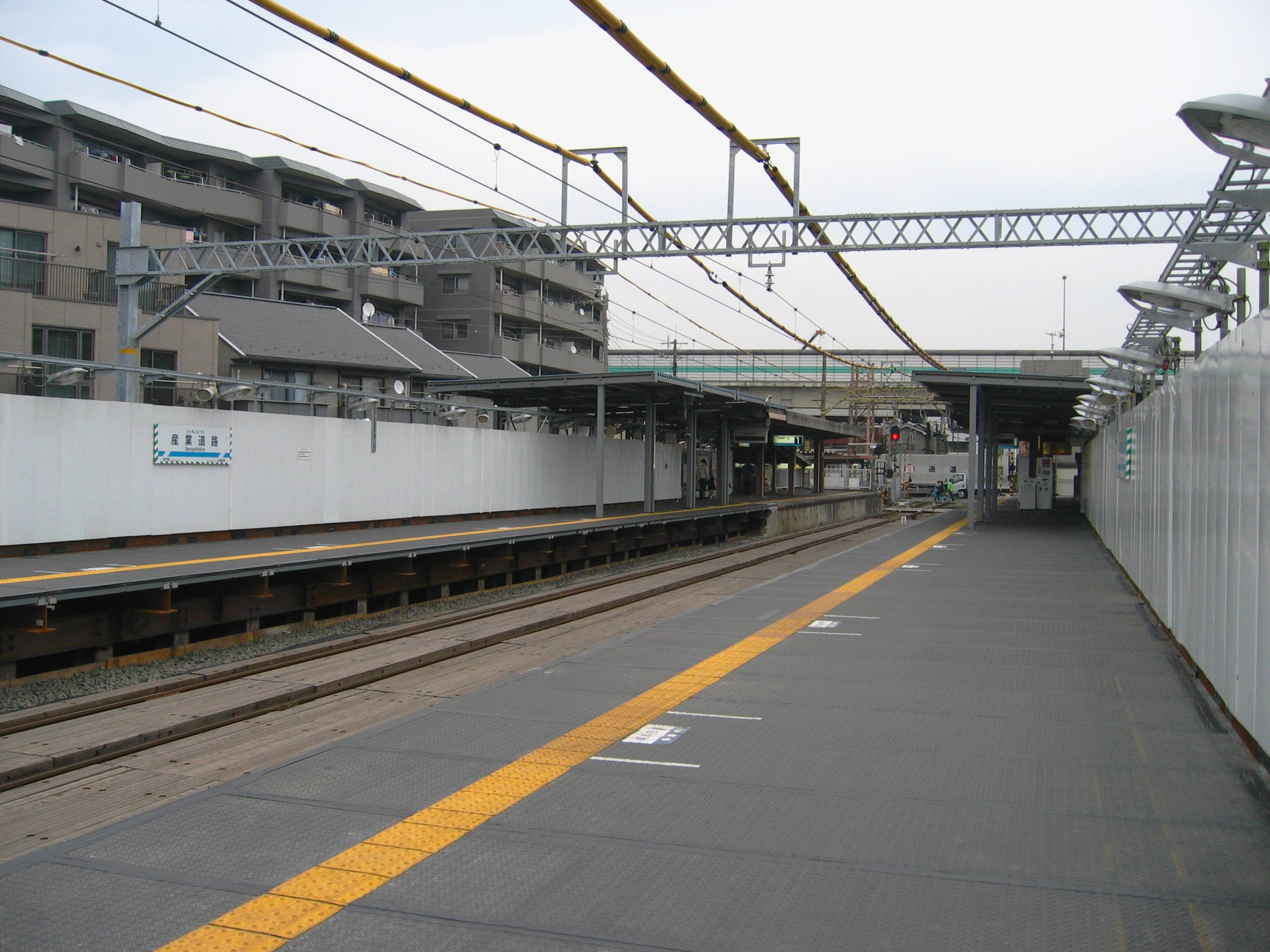
地上駅時代のホーム（2008年1月）
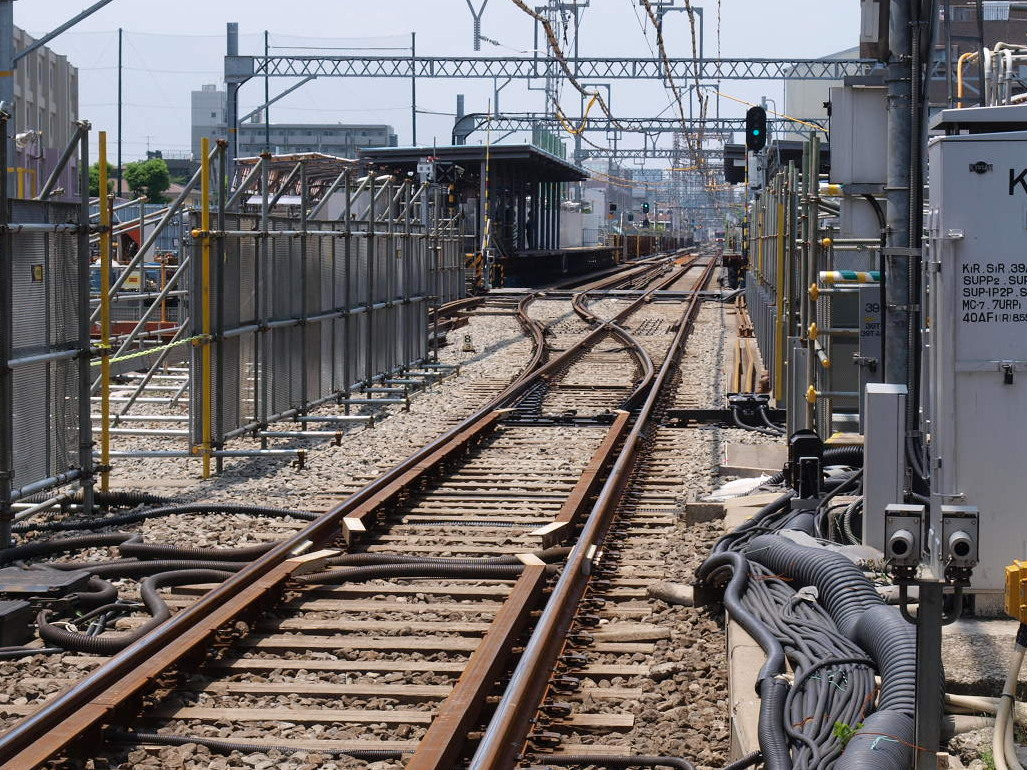
地下化工事に伴い駅構内に設置されていた分岐器（2010年6月）
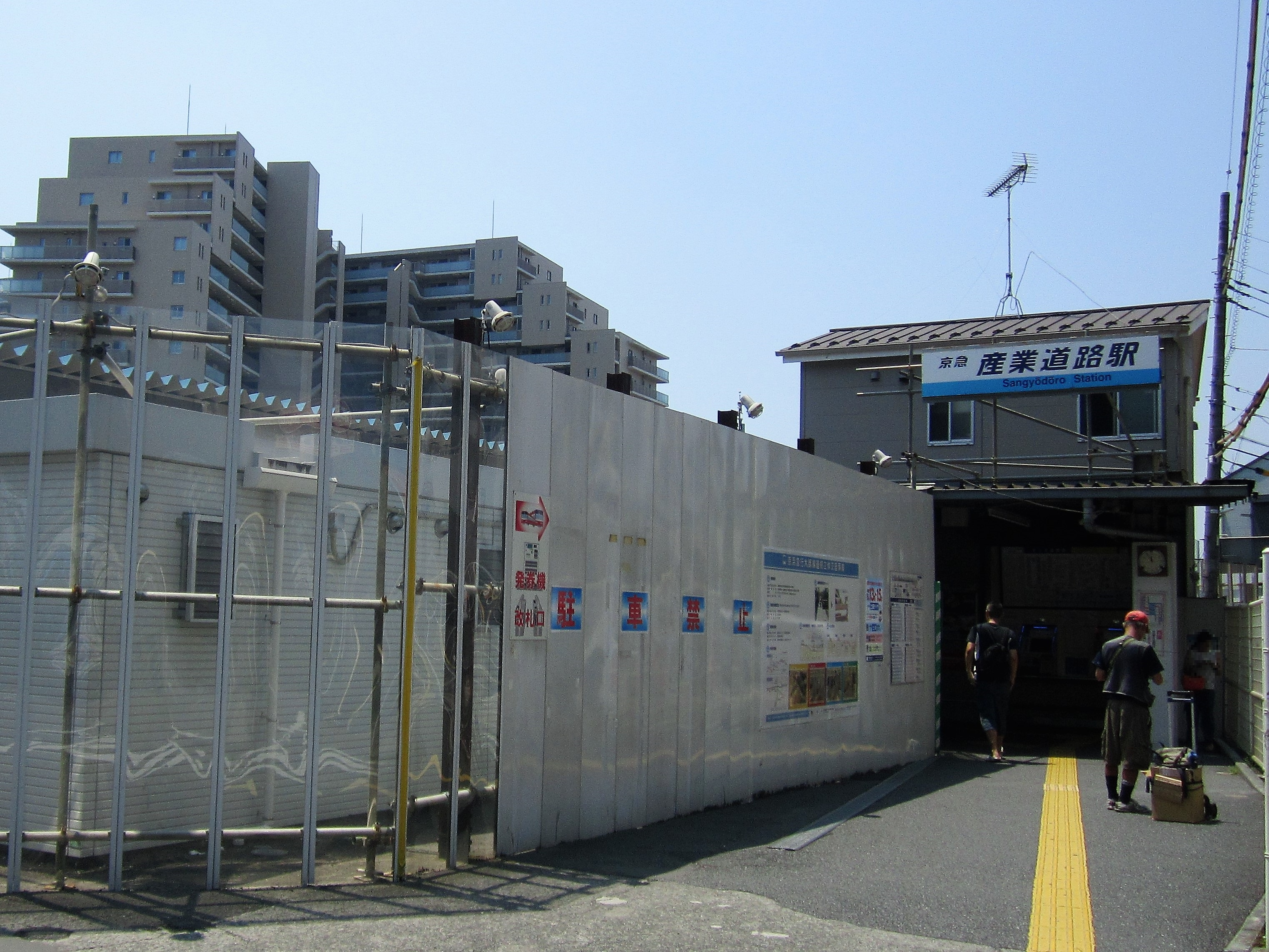
地下化工事中の駅舎（2019年8月）

### 地下化後

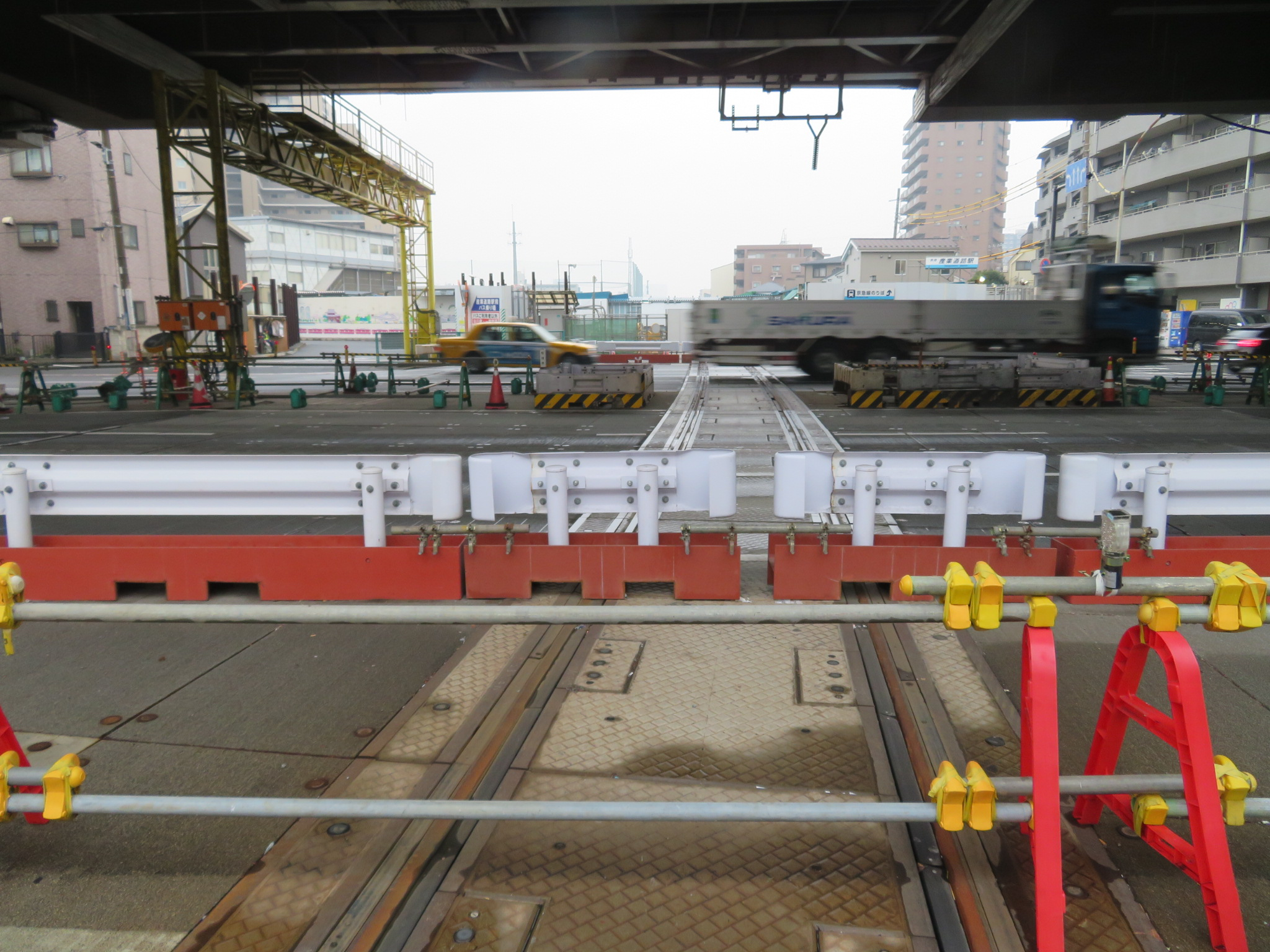
産業道路第1踏切の跡（現在は撤去）
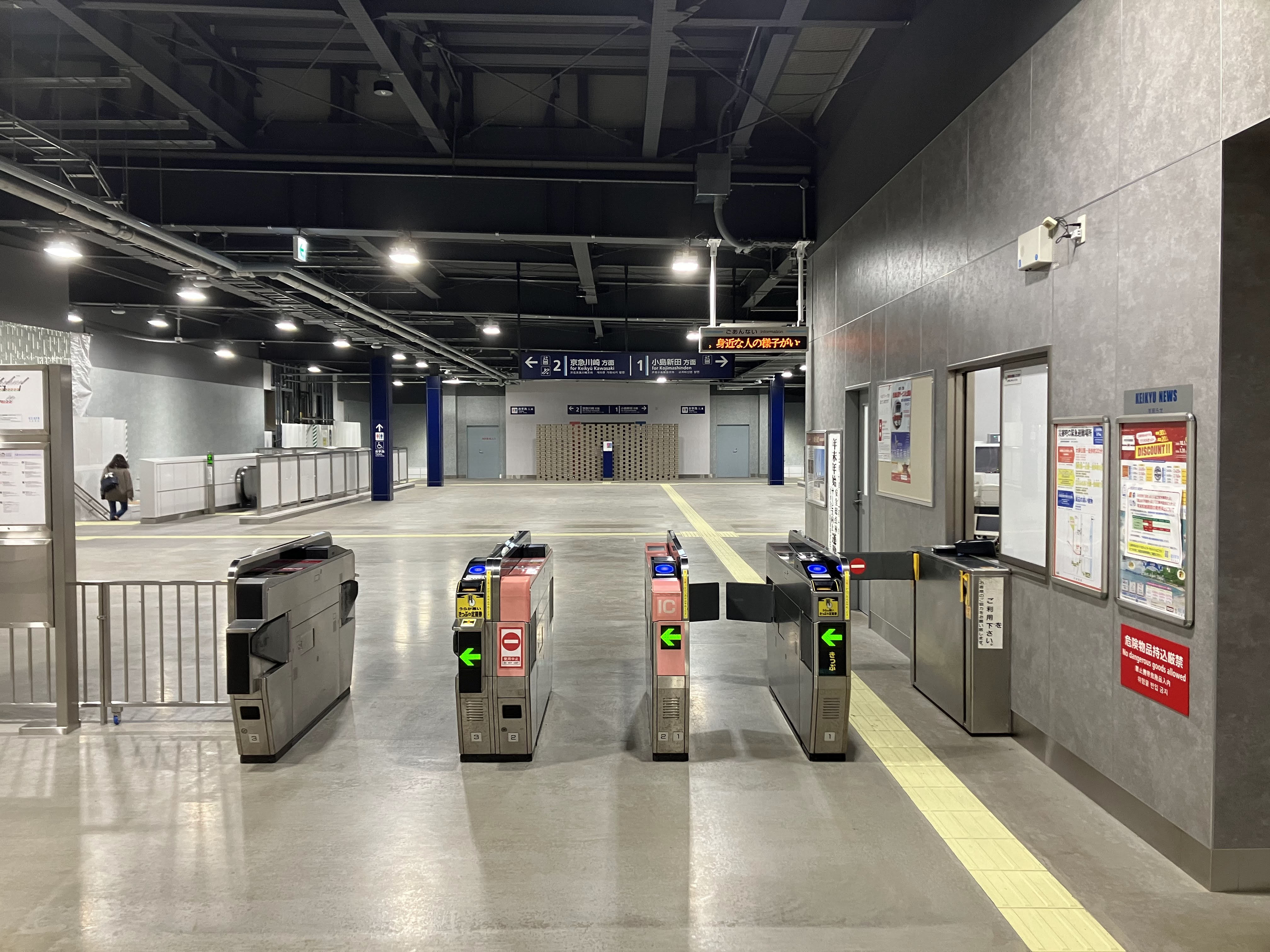
改札口（2023年12月）
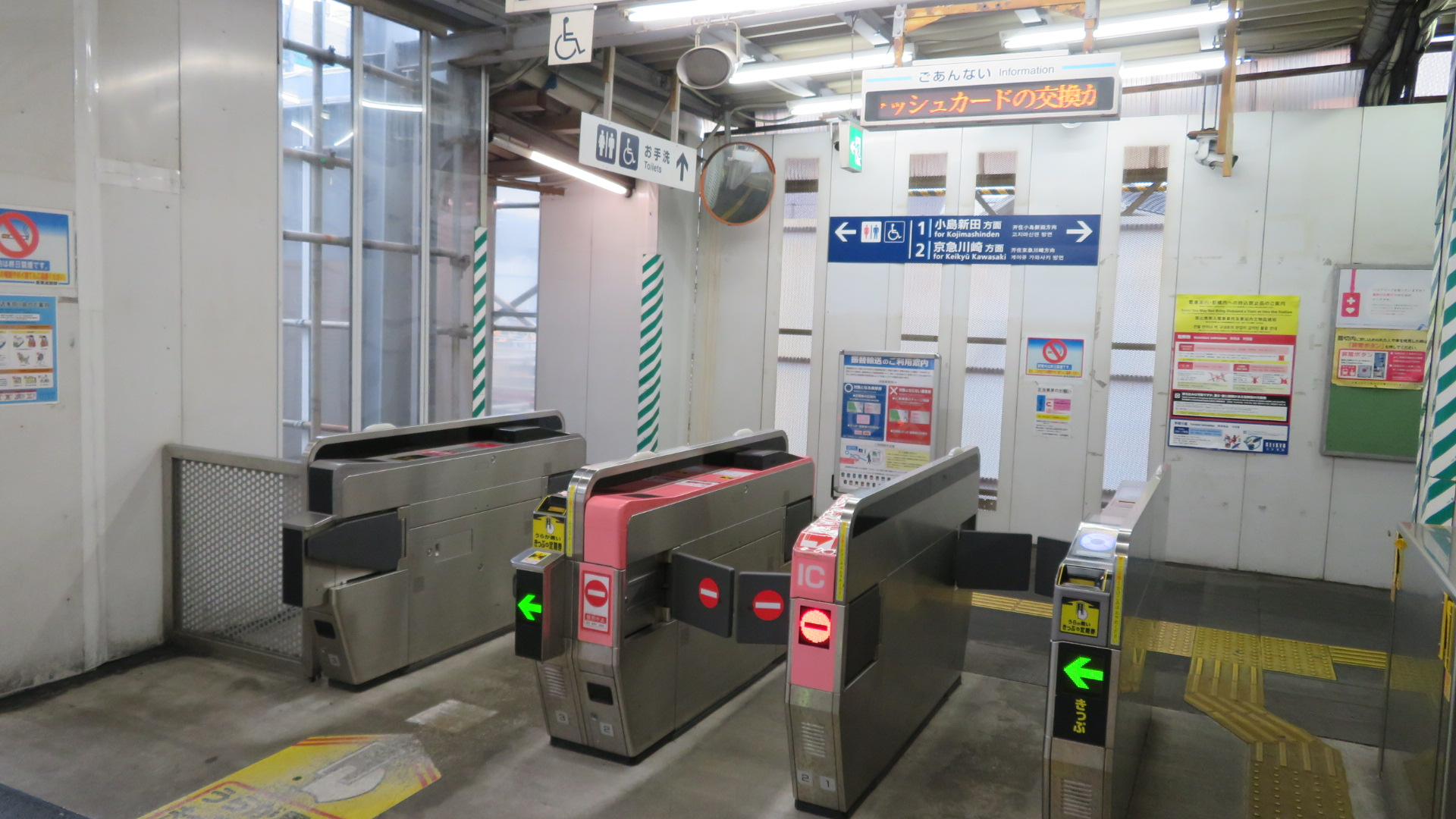
改札口（仮設駅舎時代）
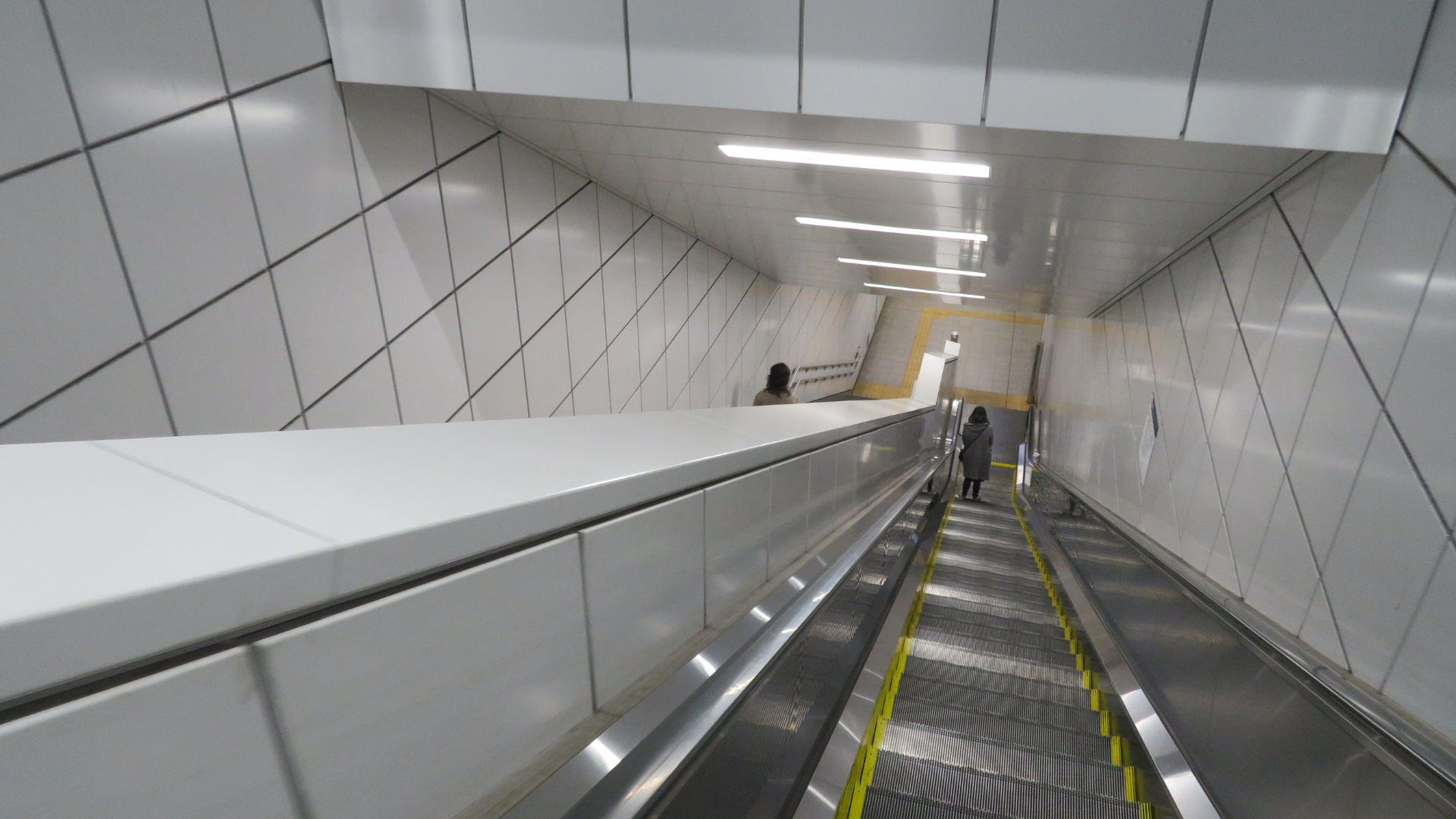
エスカレーター
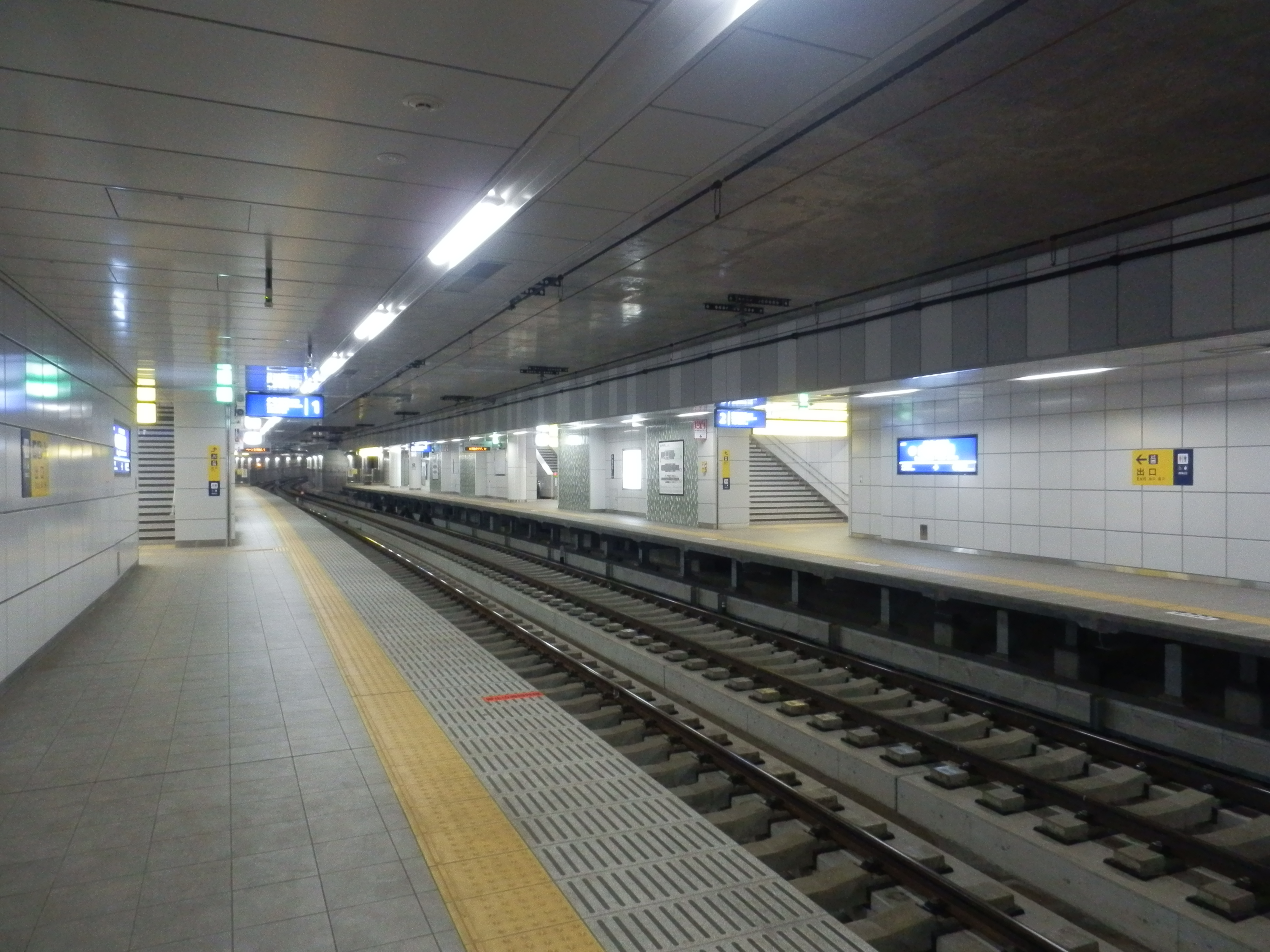
ホーム（2019年4月）
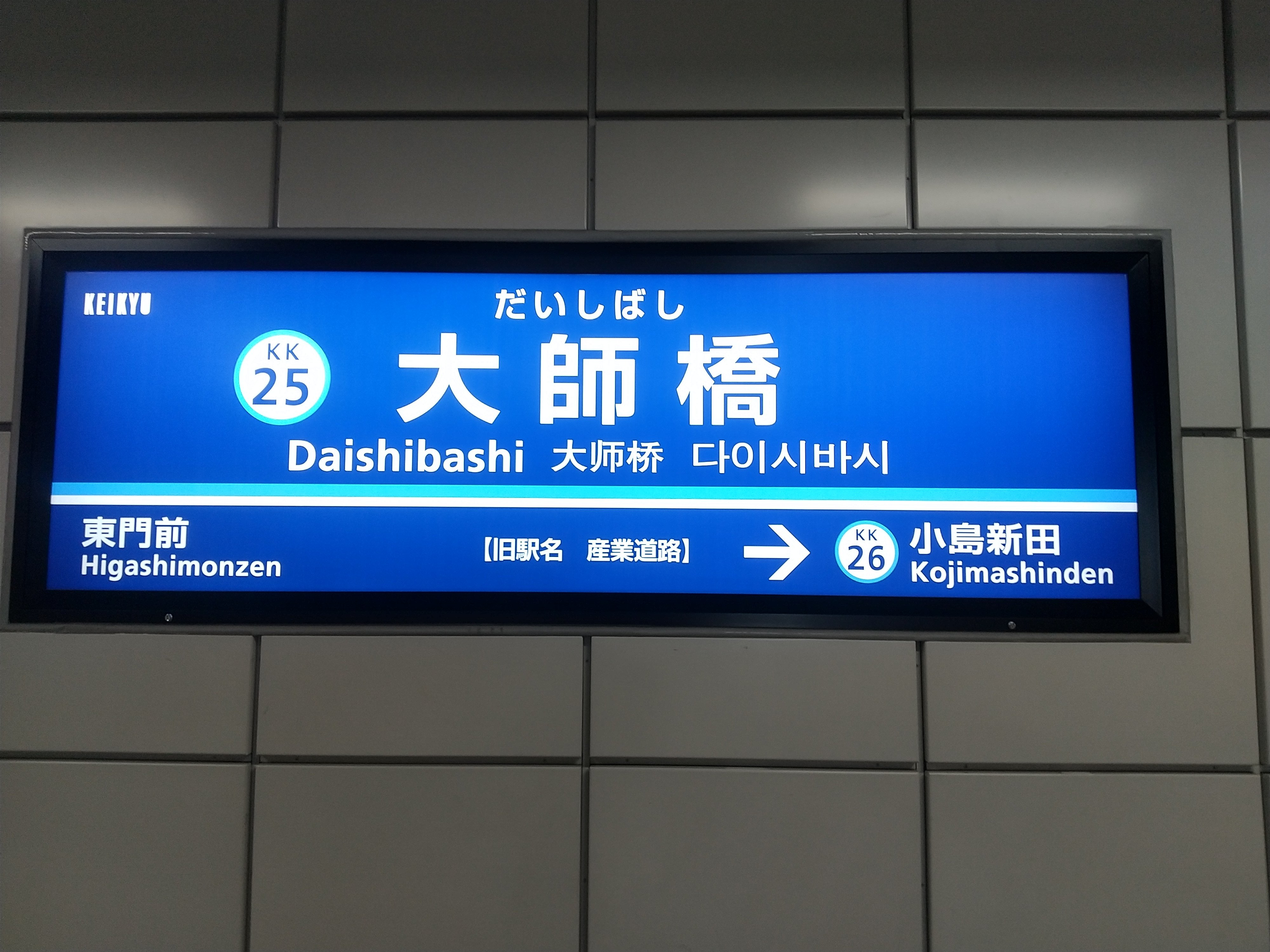
駅名標（2021年2月）

## 隣の駅
京浜急行電鉄
 大師線
東門前駅 (KK24) - 大師橋駅 (KK25) - 小島新田駅 (KK26)